# Leach Fire Lookout Tower
La Leach Fire Lookout Tower est une tour de guet du comté de Carroll, dans le Tennessee, aux États-Unis. Construite en 1957, elle est inscrite au Registre national des lieux historiques depuis le 14 novembre 2017.